# Suka Bakti (Curug)
Suka Bakti is een bestuurslaag in het regentschap Tangerang van de provincie Banten, Indonesië. Suka Bakti telt 16.596 inwoners (volkstelling 2010).